# 加布里埃爾·卡瓦略
加布里埃爾·卡瓦略·特薛拉（葡萄牙語：Gabriel Carvalho Teixeira，2007年8月17日—），又稱加布里埃爾·卡瓦略，巴西足球運動員，司職中場，效力於巴甲國際體育會，將於2025年8月年滿18歲後加盟沙烏地聯賽艾卡迪斯亞。

## 職業生涯
出生於南里奥格兰德州阿雷格里港的卡瓦略在九歲時便在國際體育會青訓學院受訓。2023年8月25日，他與俱樂部簽下一份為期三年的合同──這也是他的首份職業合同。
2024年6月16日，卡瓦略首次上演其一線隊兼巴甲之首秀，他在客場2-1敗給維多利亞下半場時替補出場，並協助韋斯利助攻破門，一度扳平比分。隨後在其16歲九個月零三十天，他超過了阿歷山大·柏圖成為21世紀最年輕的球員。7月23日，他將和同進一步延長至2028年12月，附加六千萬歐元解約金。
2024年9月1日，卡瓦略在客場3-1擊敗尤文圖德攻入他的職業賽第一粒進球，同時也是球隊攻入的第二球。在隊長阿蘭·帕特里克受傷後，他便成為領隊羅傑·馬沙杜·馬基斯的首發之一。這個舉措直到隊長復出後也並未改變，他在本賽季參加的26場比賽中攻入一球，兩次助攻。
2024年12月28日，國際體育會與艾卡迪斯亞透過協商，作中以1600萬美元附加獎金之價格全額轉讓加布里埃爾·卡瓦略。他將於2025年8月年滿18後加盟。

## 生涯總計
最後更新：2024年12月8日
| 俱樂部     | 賽季       | 聯賽     | 聯賽 | 聯賽 | 地區賽事 | 地區賽事 | 國家盃 | 國家盃 | 南美賽事 | 南美賽事 | 其他 | 其他 | 總計 | 總計 |
| 俱樂部     | 賽季       | 聯賽級別 | 出場 | 進球 | 出場     | 進球     | 出場   | 進球   | 出場     | 進球     | 出場 | 進球 | 出場 | 進球 |
| ---------- | ---------- | -------- | ---- | ---- | -------- | -------- | ------ | ------ | -------- | -------- | ---- | ---- | ---- | ---- |
| 國際體育會 | 2024年賽季 | 巴甲     | 24   | 1    | —        | —        | 1      | 0      | 1        | 0        | —    | —    | 26   | 1    |
| 生涯總計   | 生涯總計   | 生涯總計 | 24   | 1    | 0        | 0        | 1      | 0      | 1        | 0        | 0    | 0    | 26   | 1    |

1. ↑  多次出場於南美球會盃